# 张松平
张松平（1907年—1966年），中国人民解放军将领、中国人民解放军开国少将。
曾任中国人民解放军总后勤部油料部副部长。1955年，授予中国人民解放军少将。